# Station Le Mont-Dore
Het station van de Mont-Dore (fr:gare du Mont-Dore) was een spoorwegstation in de Franse gemeente Mont-Dore. Het station was de terminis van de lijn spoorlijn Laqueuille - Mont-Dore Het is vernoemd naar de Mont-Dore, een oude stratovulkaan. Het station is in 2016 voor het reizigersverkeer gesloten, het passagiersgebouw herbergt nu een skiverhuur.

## Foto's

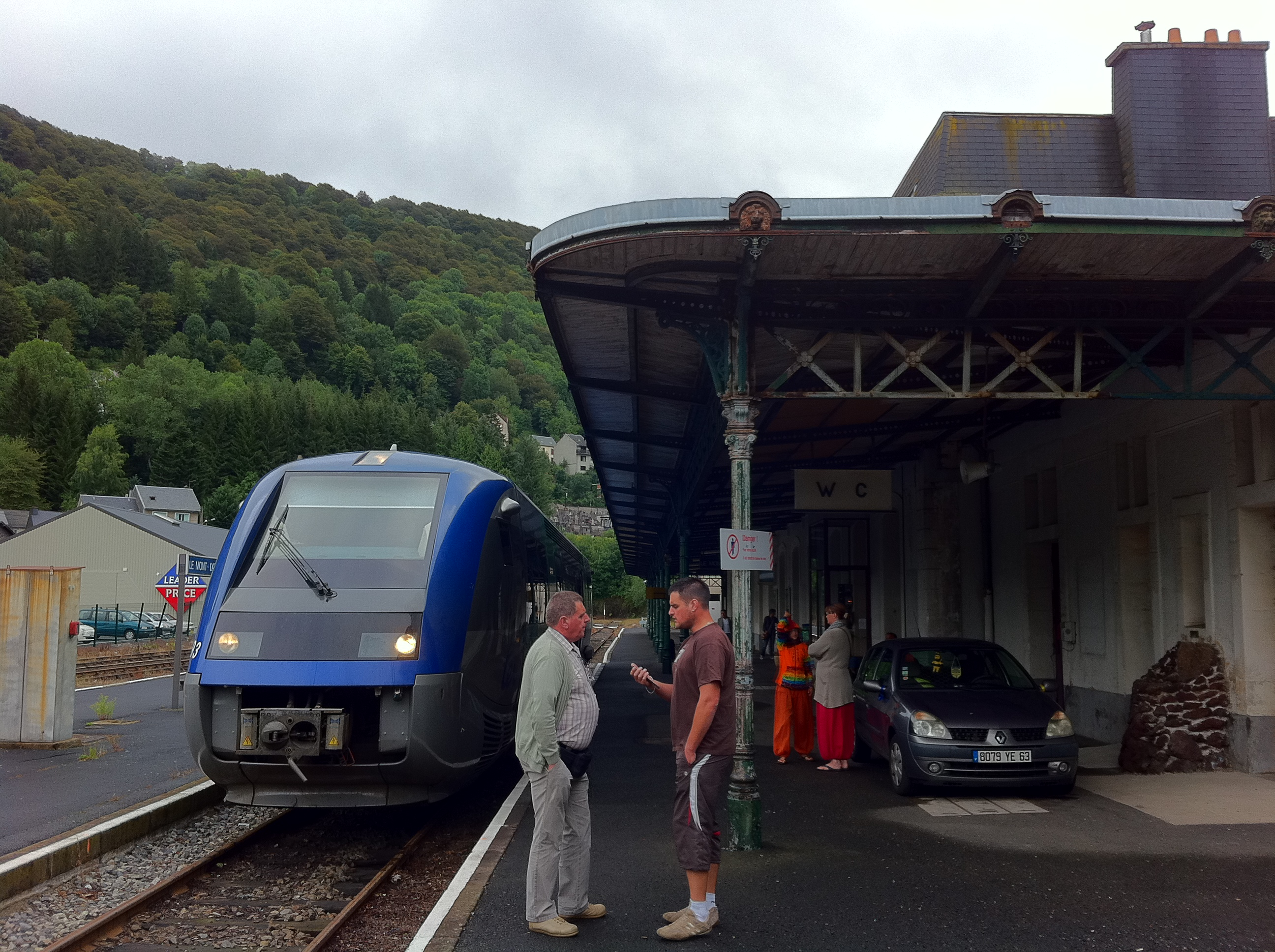
Perron van het station
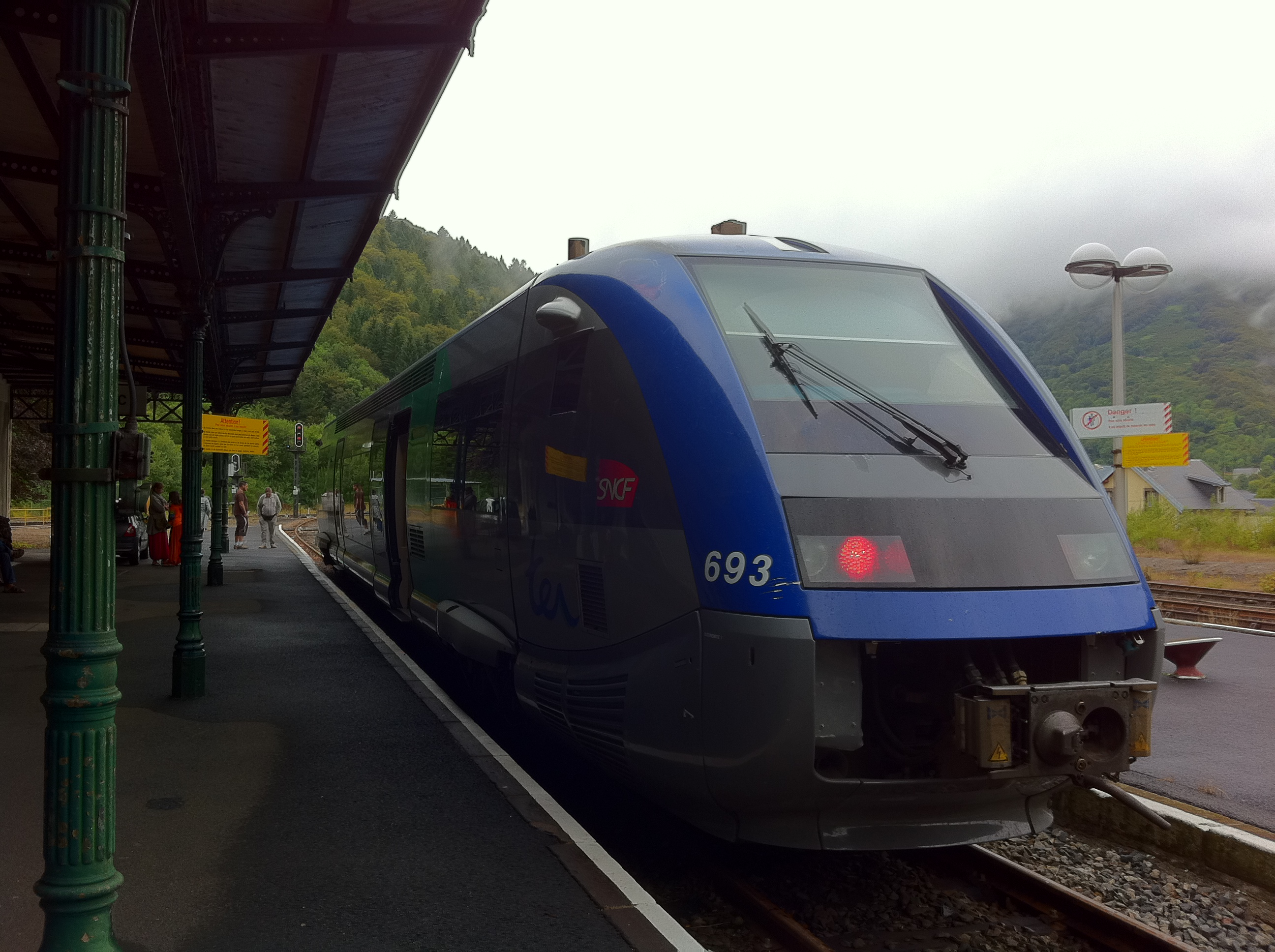
SNCF-trein op het station
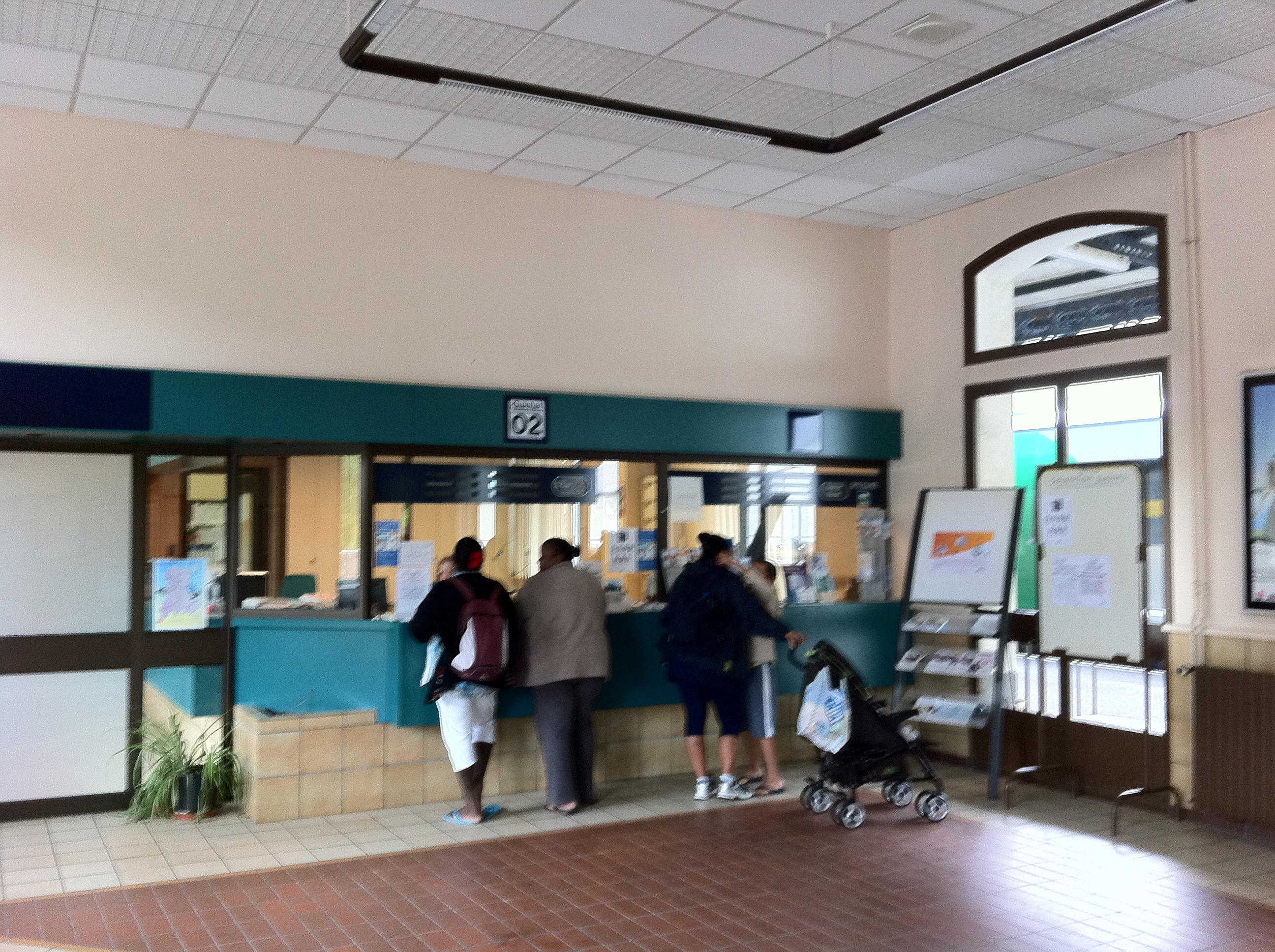
Loketten in het stationsgebouw